# كريس بلامر
كريس بلامر (بالإنجليزية: Chris Plummer)‏ (12 أكتوبر 1976 في المملكة المتحدة - ) هو لاعب كرة قدم بريطاني في مركز الدفاع. شارك مع منتخب إنجلترا تحت 21 سنة لكرة القدم. أما مع النوادي، فقد لعب مع روشدين ودايموندز وكوينز بارك رينجرز ونادي بارنت ونادي بريستول روفيرز ونادي بيتربورو يونايتد وPeterborough Northern Star F.C. ‏ وغرايز أتلاتيك ‏.

## وصلات خارجية
- كريس بلامر على موقع قاعدة بيانات كرة القدم.إي يو (الإنجليزية)
- كريس بلامر على موقع Soccerbase.com (لاعب) (الإنجليزية)
- كريس بلامر على موقع عالم كرة القدم.نت (الإنجليزية)